# Reproducción coralina
La reproducción coralina en los organismos vivientes cumple una función importante, ya que mantiene la posibilidad de formación de grupos grandes de individuos y, por tanto, la formación de colonias. Sin embargo, los individuos formados mediante este proceso tienen la misma identidad genética. Por eso la reproducción sexual es un aspecto importante para la viabilidad de las poblaciones a lo largo del tiempo, ya que la variabilidad genética dada por esta estrategia reproductiva influye en la capacidad de resistencia de las poblaciones sobre fondo positivamente.
Los corales son organismos pertenecientes a la clase Anthozoa, del phylum Cnidaria.
Debido a que son organismos sésiles, su capacidad de dispersión es muy limitada, así que la formación de larvas de vida libre (semovientes) y la liberación de gametos son aspectos esenciales en su propagación. (Brusca and Brusca, 2003).

## Estrategias reproductivas
Entre las diferentes especies de corales existe una amplia variedad en cuanto a los patrones de reproducción. En este aspecto se puede distinguir a grandes rasgos entre las siguientes estrategias: hermafroditismo y gonocorismo, por un lado, y especies liberadoras e incubadoras, por otro.
En las colonias hermafroditas se producen gametos masculinos y femeninos, a diferencia de las colonias gonocóricas, en las que únicamente se produce un tipo de gameto, sea masculino o femenino.
Los términos "liberador" e "incubador" se refieren a si la fertilización se da, respectivamente, en la columna de agua externa o en el interior del organismo, el pólipo en este caso. En esta modalidad incubadora, se retienen los gametos femeninos y la fecundación es interna.
Se considera que, entre estos organismos, los hermafroditas suelen ser liberadores; y los gonocóricos, incubadores. Sin embargo, existen muchos casos en donde un mismo organismo puede presentar varias de estas estrategias. Por ejemplo, el coral Stylophora pistillata presenta un mecanismo conocido como protandria (enlace roto disponible en Internet Archive; véase el historial, la primera versión y la última)., que consiste en el caso del coral en el que, las colonias más jóvenes y de menor tamaño producen gametos masculinos, pero cuando aumentan su tamaño empiezan a producir gametos femeninos. Este proceso puede tener relación con el coste energético de la producción de huevos, por lo que es más fácil producirlos para colonias de mayor tamaño, con un mayor número de pólipos que se alimentan.
Otro caso interesante es el del coral Galaxea fascicularis, cuya estrategia se conoce como pseudogonocorismo: las colonias tienen sexo diferenciado, y la emisión de los individuos masculinos consiste en esperma y huevos inviables cuya función es darle flotabilidad a ese esperma (Baird, Guest et al., 2009).

## Sincronía en la reproducción

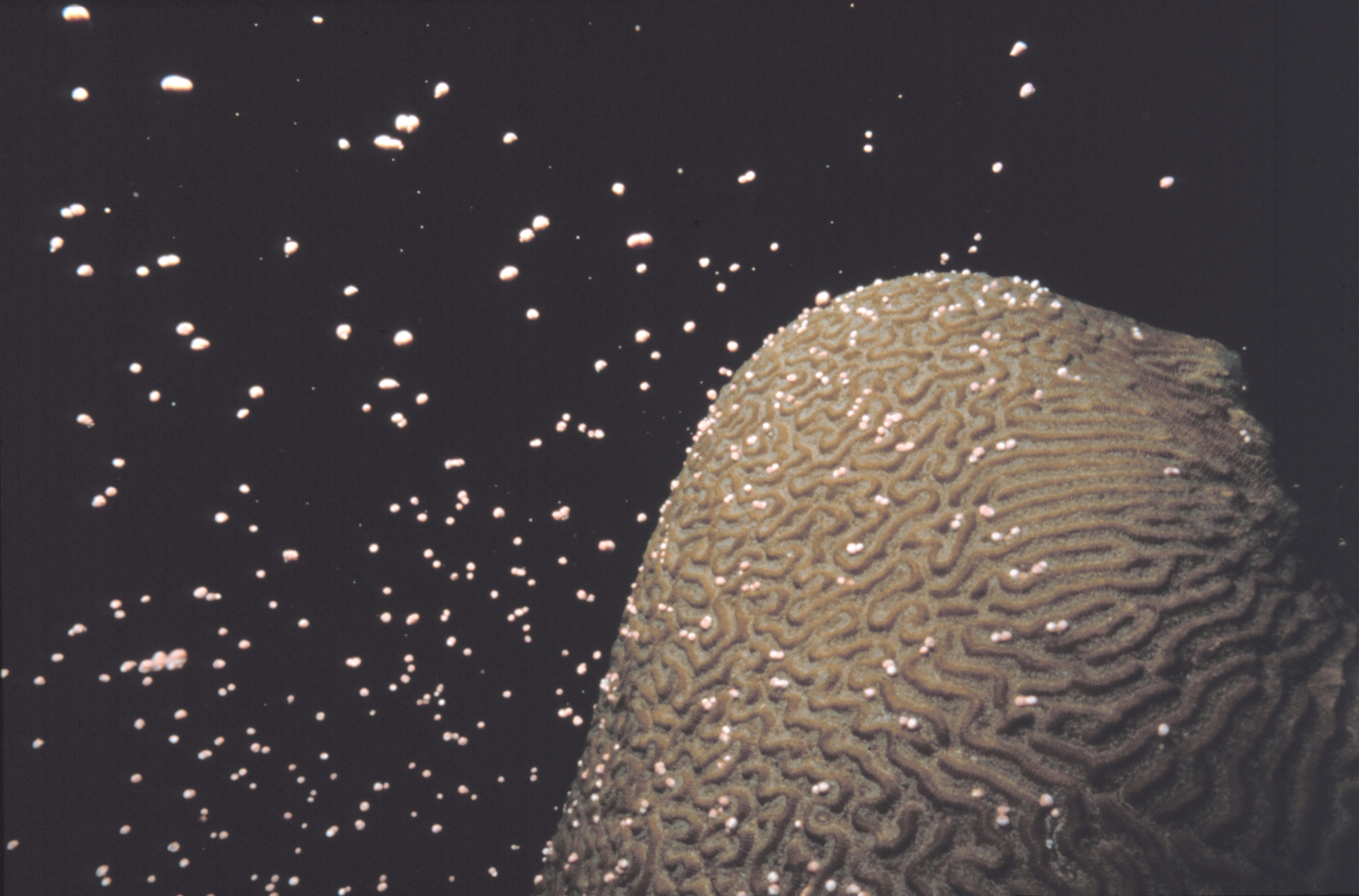
Liberación de gametos de "coral cerebro".

Algunos corales producen gametos durante todo el año, pero en ciertas especies existe una sincronización en la época de reproducción; inclusive se da esta sincronía en extensas zonas de arrecifes en donde organismos de diferentes especies liberan sus gametos al mismo tiempo.
Esta sincronía está relacionada con varios factores ambientales, como la temperatura del agua y la época del año: parece existir una relación entre el día de mayor insolación del año y la liberación de gametos.
Otro factor que puede ser importante es la luz de la luna, ya que, al parecer, los corales tienen una proteína que detecta la intensidad del espectro lunar; de ser así, tal proteína cumplirá funciones similares a las de la fototropina en el caso de las plantas. Esa capacidad de los corales puede ser relevante para la sincronización, ya que, aproximadamente una semana después de la luna llena, se da la máxima liberación de gametos; el fenómeno puede ser resultado de una adaptación antipredatoria, pues una semana después de la luna llena, por la noche tarda en salir la luna, y disminuye la predación de gametos al haber menos horas de luz lunar. (Guest, Baird et al., 2008).

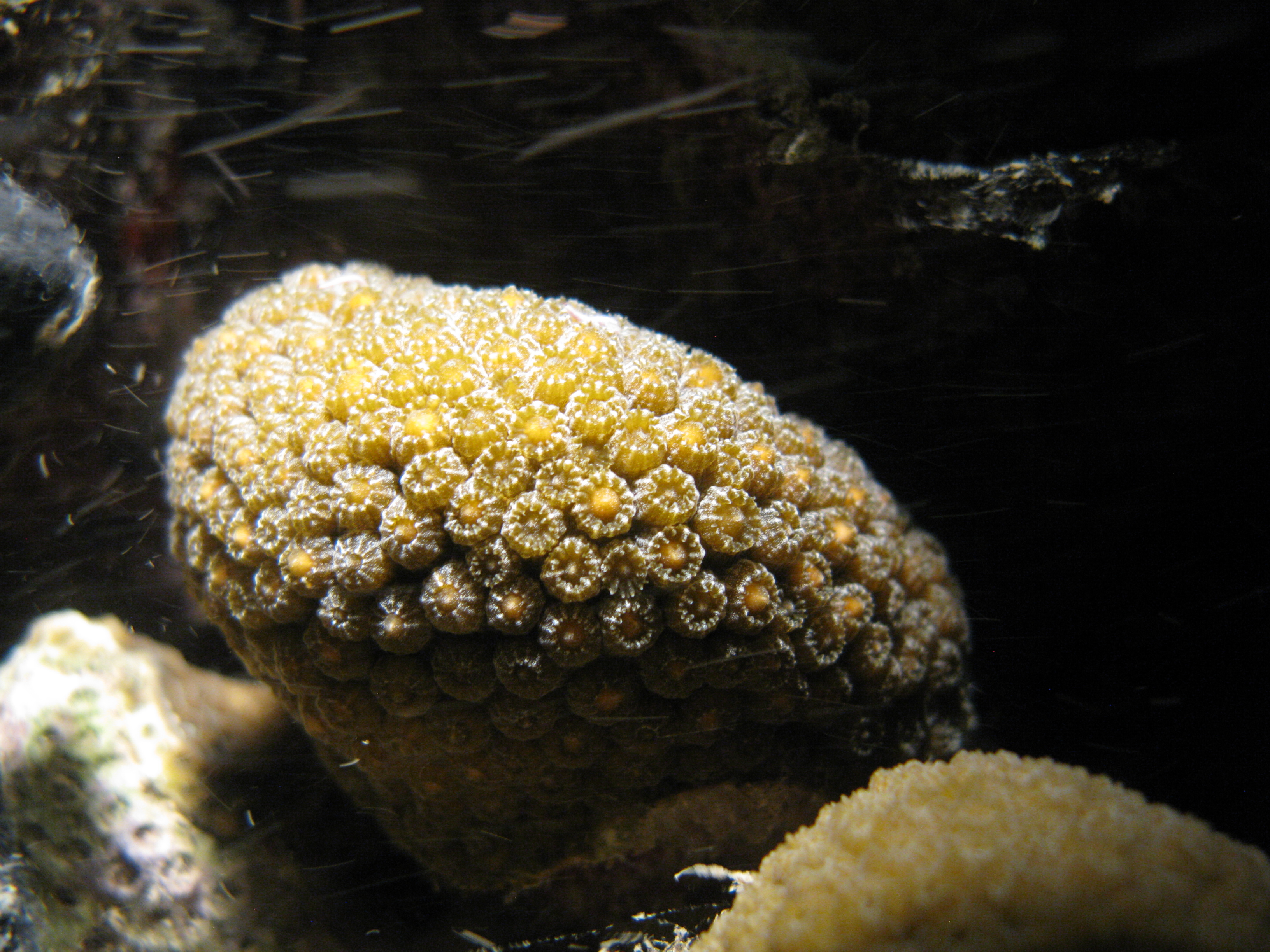
Liberación de gametos de Montastraea annularis en la zona de Barú, en el Caribe (Escobar, 2010).

Cuando comienza el proceso de emisión, de los pólipos sale un paquete que contiene esperma y huevos, recubiertos estos de una capa lipídica. Esta suerte de saco, por el cambio de presión, se rompe cuando sube a la superficie, y en ese momento los gametos se dispersan en el agua debido a las corrientes y al oleaje.
Se cree que la atracción de gametos en especies liberadoras marinas se da gracias a procesos de quimiotaxis, en donde el gameto femenino libera una serie de compuestos que, incluso en bajas concentraciones, logran atraer a los espermatozoides. Se ha observado en equinodermos que estos compuestos también regulan la maduración de los espermatozoides, lo que podría dar una idea de cómo se evita la autofecundación en las primeras etapas de liberación de gametos en los corales (Gilbert, 2006).

## Conclusiones
Entender los procesos de reproducción de los corales permite conocer qué factores influyen en estos ciclos y que son relevantes debido a la importancia de los corales en la formación de ecosistemas tan diversos como los arrecifes y la problemática actual de estos organismos.
Se ha observado que, por efectos del cambio climático, se han modificado las temperaturas de algunas épocas del año que son propicias para la liberación de gametos coralinos por coincidir con determinadas fases de los ciclos del plancton del que se alimentan las larvas, de manera que puede aumentar la mortandad de éstas (Guest, Baird et al., 2008; Baird, Guest et al., 2009).